# Santa María del Campo
Santa María del Campo is een gemeente in de Spaanse provincie Burgos en in de regio Castilie en Leon. Santa María del Campo heeft een oppervlakte van 60 km² en heeft 584 inwoners (1 januari 2016).

## Burgemeester
De burgemeester van Santa María del Campo is Beatriz Cantero Uribo-Echeberria.

## Demografische ontwikkeling

### Volkstellingen
Bron: INE, 1857-2011: volkstellingen

### Jaarlijkse cijfers
| Inwoners | Jaar |
| -------- | ---- |
| 2001     | 730  |
| 2002     | 728  |
| 2003     | 715  |
| 2004     | 693  |
| 2005     | 697  |
| 2006     | 683  |
| 2007     | 653  |
| 2008     | 677  |
| 2009     | 700  |
| 2010     | 652  |
| 2011     | 629  |
| 2012     | 633  |
| 2013     | 627  |
| 2014     | 618  |

## Fotogalerij

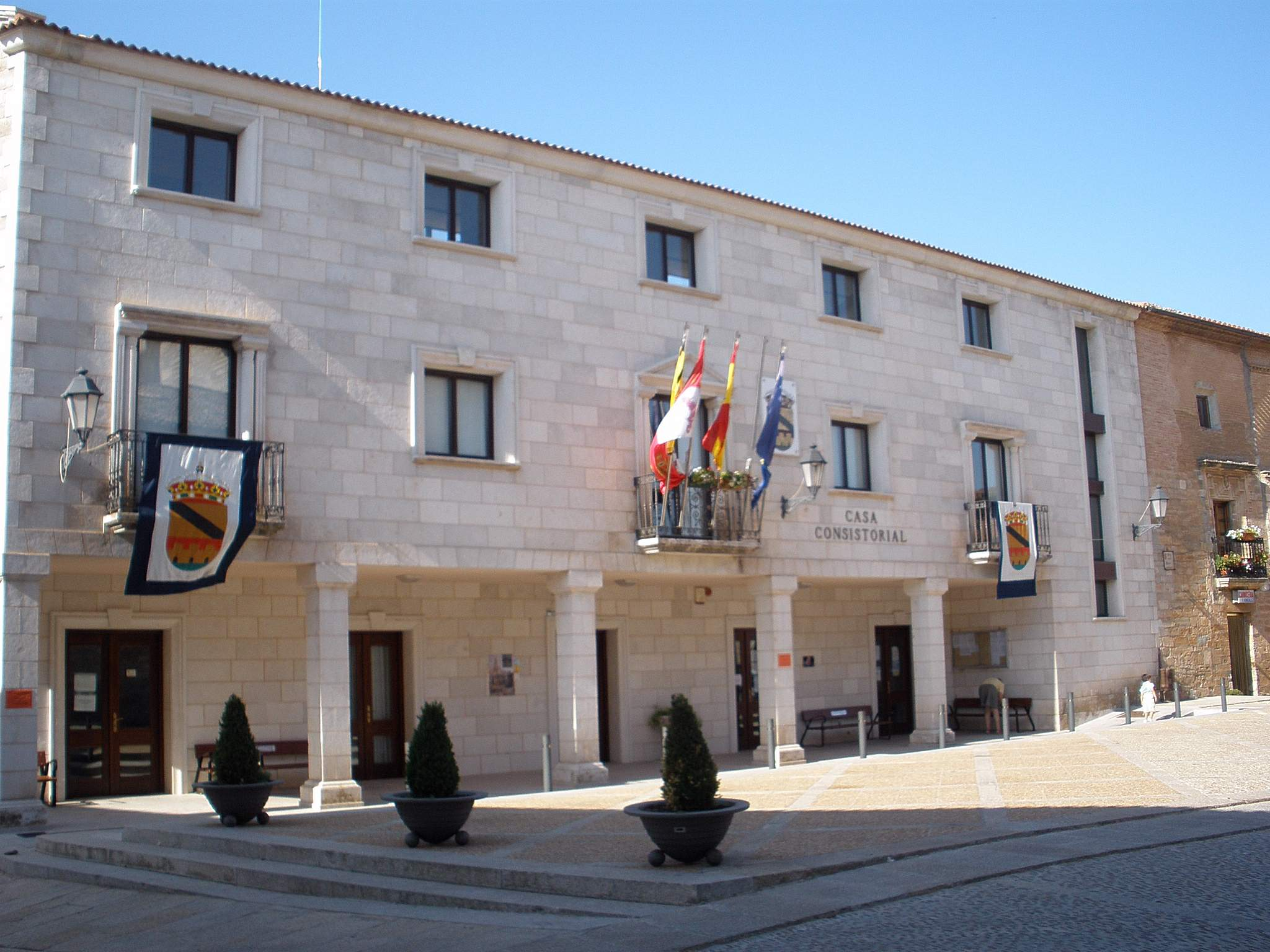
Het gemeentehuis
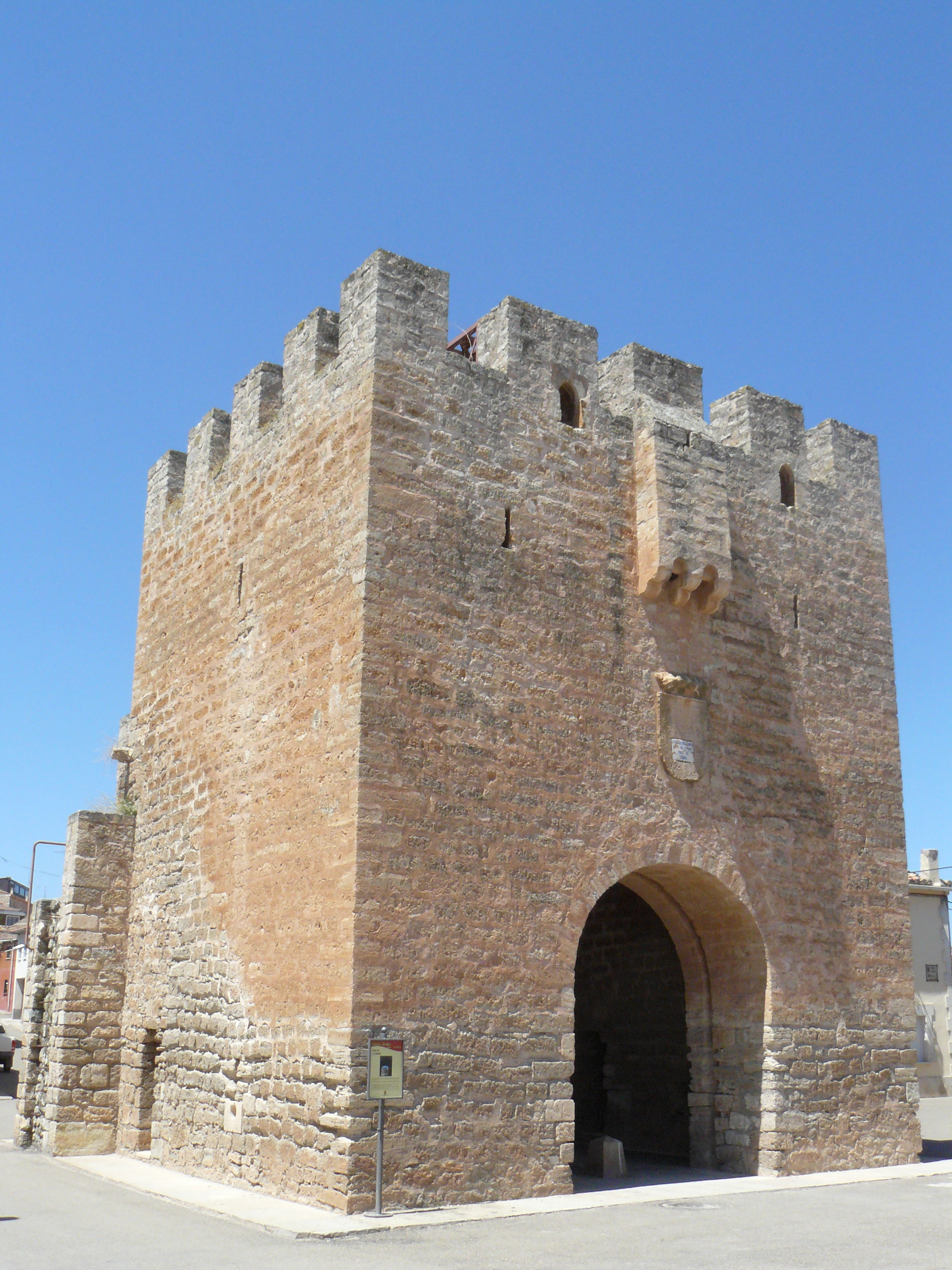
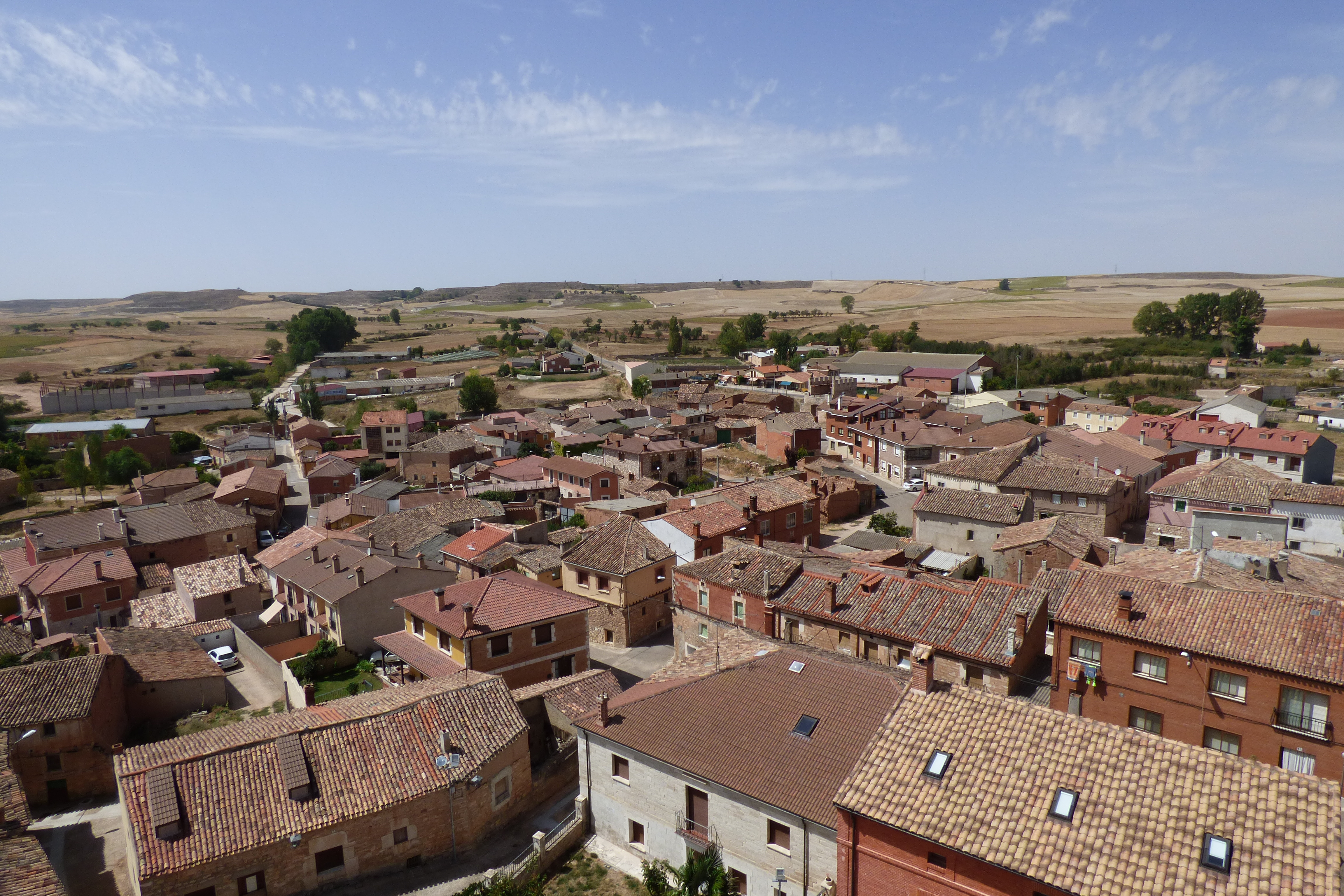